# Griekse zilverspar
De Griekse zilverspar (Abies cephalonica) is een boom uit de dennenfamilie (Pinaceae). De soort komt van nature voor in de bergen van Griekenland met name in de Peloponnesos en het eiland Kefallonia. In het Pindusgebergte in het noorden van Griekenland komt de soort samen voor met de nauw verwante Bulgaarse spar (Abies borisii-regis). De soort komt voor op een hoogte van 900–1700 m op bergen met een regenval van meer dan 1000 mm per jaar.
Het is een middelgrote, 25–35 m (soms tot 40 m) hoge, altijd groene boom met een stamomtrek tot 1 m. De vorm van de boom is breed-piramidaal. De schors van jonge bomen is glad en grijsbruin. Bij oudere bomen wordt de schors plaatvormig, rood-bruin, ruw en gegroefd.
De radiaal afstaande en naar voren gerichte bladeren zijn naaldvormig, 1,5–3 cm lang en 0,5 mm dik. Ze zijn glimmend donkergroen aan de bovenkant. Op de onderkant zijn de huidmondjes in twee blauw-witte lengtestrepen gerangschikt. De top van de naald is vrij scherp, maar soms ook stomp. De bomen zijn eenhuizig en bloeien in april-mei. De mannelijke, paarsrode bloemen zitten in bosjes aan de onderzijde van de 1-jarige, kale, helderbruine twijgen. De roodbruine knoppen bevatten hars. De vrouwelijke bloemen komen uit de zijknoppen en hebben een gele tot geelgroene kleur.
De rechtopstaande kegels zijn langwerpig, 10–29 cm lang en 4 cm breed. Ze hebben ongeveer 150-200 schubben, die bijna geheel bedekt zijn door de lange schutbladschubben. De rijpe kegels kleuren bruin en vallen bij rijpheid uit elkaar. Alleen de spil blijft aan de tak zitten. Het tweevleugelige, 12–19 mm grote zaad is in de herfst rijp.

## Gebruik
De Griekse zilverspar was in het verleden belangrijk om het hout, maar de boom komt nu te weinig voor om belangrijk te zijn als houtproducent. De boom groeit ook als sierboom in parken en grote tuinen, maar is gevoelig voor vorstschade in het voorjaar in de meer noordelijke gebieden door het vroeg in blad komen.
Cultivars zijn o.a. 
- Abies cephalonica 'Meyer's Dwarf'
- Abies cephalonica 'Pendula'
- Abies cephalonica 'Barabit's Gold'